# 氢萘洛尔
氢萘洛尔是一种含氮有机化合物，化学式C
16H
23NO
2，能作为β受体阻滞剂，从未上市销售。